# شبكة نانوية

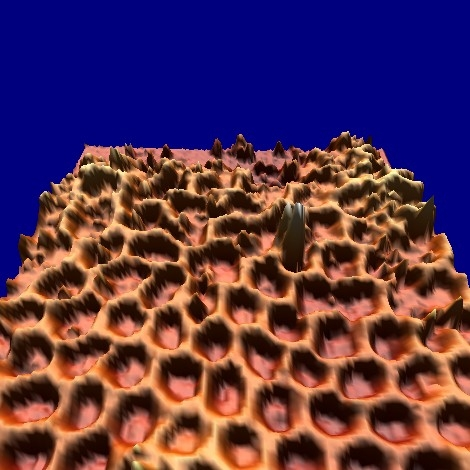
مشهد توقعي (تخيلي) لشبكة النانو والتي ينتهي تركيبها وراء ذلك الشكل. المسافة بين مركزي مسامين تقدر بـ 3.2 نانومتراً، وللمسام عمقاً يقدر بـ 0.05 نانومتراً.

تعبر شبكة النانو (بالإنجليزية: nanomesh) عن مادة نانوية البنية غير عضوية ثنائية الأبعاد، شبيهة بالغرافين. كما أنها اكتشفت عام 2003 في جاممعة زيوريخ، بسويسرا.
فهي تتكون من طبقةٍ فرديةٍ من البورون وذرات النيتروجين، والتي تشكل معاً من خلال التجميع الذاتي (بالإنجليزية: self-assembly) شبكة عالية التنظيم بعد تعريض سطح الروديوم أو الروثينيوم النظيف لدرجة حرارةٍ عاليةٍ للبورازين تحت ظروف تفريغ فائق (بالإنجليزية: ultra-high vacuum).
وتبدو شبكة النانو في شكلها الخارجي كتجمعٍ من المسام السداسية (انظر الصورة على اليسار) وهي تتسم بأنها ذات أبعادٍ نانويةٍ القياس. وتقدر المسافة فيما بين مركزي مسامين بـ 3.2 نانومتراً فقط، في حين يُقَدَرُ قطر كل مسام مفرد بـ 2 نانومتراً وعمق يقدر بـ 0.05 نانومتراً فقط. وترتبط المناطق الأكثر انخفاضاً بصورةٍ قويةٍ بالمعدن الأساسي الواقع تحت الطبقة، في حين ترتبط الأسلاك (المناطق الأكثر ارتفاعاً) بالسطح فقط من خلال قوىً متماسكة داخل الطبقة نفسها.
ولا تتسم شبكة نيتريد البورون (بالإنجليزية: boron nitride)النانوية بأنها ثابتةً فقط تحت ظروف التفريغ، أو وجود الهواء، وبعض السوائل، إلا أنها ثابتةً كذلك تحت ظروف درجات الحرارة المرتفعة والتي تصل إلى 796 oC (1070 ك). هذا بالإضافة إلى أنها تظهر القدرة الفائقة على احتجاز الجزيئات والتجمعات المعدنية، والتي لها أحجامٍ مثيلةٍ كأحجام مسام شباك النانو، مشكلةً بذلك نسقاً جيد الترتيب. مما يجعل من مثل تلك الخصائص مجالاً واعداً للشباك النانوية في بعض المجالات ومنها على سبيل المثال التحفيز النانوي (بالإنجليزية: nanocatalysis)، التوظيف السطحي (بالإنجليزية: surface functionalisation)، الإلكترونيات الدورانية، الحوسبة الكمومية (بالإنجليزية: quantum computing) وكذلك وسائط تخزين البيانات مثل الأقراص الصلبة.

## التركيب

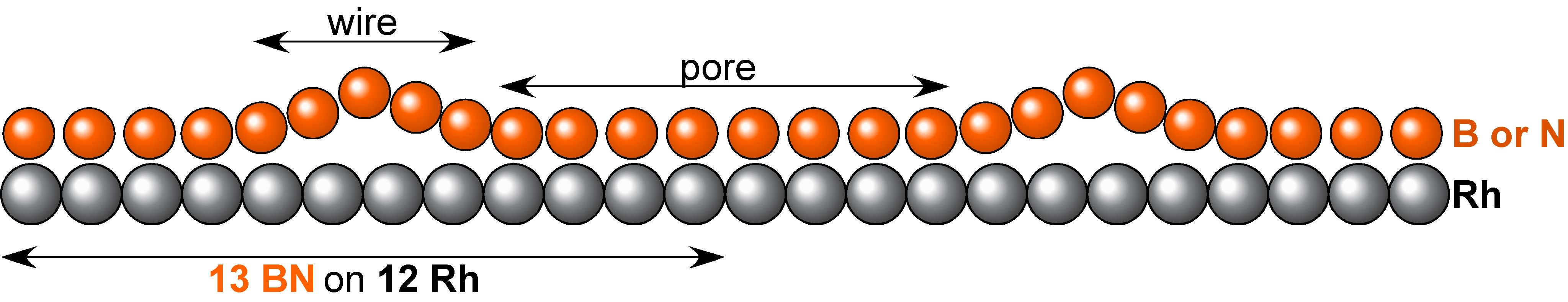
قطاع عرضي في شبكة نانوية على الروديوم تظهر مناطق خاصة بالمسام والأسلاك.

تعبر شبكة النانو h-BN عن صفيحةٍ (رقاقةٍ) واحدةٍ من نيتريد البورون سداسي الشكل، والذي يتكون على الركائز مثل بلورات الروديوم (Rh) (111 بمؤشر ميلر) أو الروثينيوم (Ru) (0001)،بواسطة عملية التجميع الذاتي.
حيث تتكون وحدة الخلية لشبكة (نيتريد البورون السداسية)النانوية h-BN من ذرات 13x13 BN أو 12x12 Rh مع ثابت بلوري (بالإنجليزية: lattice constant) يُقَدَرُ بـ 3.2 نانومتراً. وهذا يعني أنه في قطاعٍ عرضيٍ، تجلس 13 ذرةً من البورون أو النيتروجين على 12 ذرةً من الروديوم. وهذا يستوجب تعديلاً في المواقع النسبية لكل ذرةٍ نيتريد بورون نحو ذرات الركيزة داخل وحدة الخلية، حيث تكون بعض الروابط الكيميائية أكثر جاذبيةٍ أو نفوراً (طرداً) من الأخرى (موقع الرابطة الانتقائية)، وهو ما يحث على تموج الشبكة النانوية (انظر يساراً للصورة ذات المسام والأسلاك).
وتتسبب سعة تموج الشبكة النانوية والمقدرة بـ 0.05 نانومتراً في تأثيرٍ قويٍ على البنية الإلكترونية (بالإنجليزية: electronic structure)، حيث يمكن ملاحظة منطقتين متميزيتين لنيتريد البورون.فهي يتم التعرف عليها بسهولة في الصورة التي بالأسفل على الجهة اليمنى، والتي تعبر عن أداة القياس مجهر المسح النفقي، بالإضافة إلى الصورة بالأسفل على الجهة اليسرى والتي تمثل الحساب النظري لنفس المنطقة. فالمنطقة المترابطة بقوة والمخصصة للمسام تظهر واضحةً باللون اللأأزرق على الصورة اليسرى في الأسفل (مركز الحلقات اللامعة في الصورة التي بالجهة اليمنى) بالإضافة إلى تلك إلى المنطقة المترابطة بصورةٍ ضعيفةٍ والمخصصة للأسلاك تظهر بلونٍ أحمر- أصفر بالصورة اليسرى (المنطقة الواقعة فيما بين الحلقات في الصورة اليمنى). 
| حساب نظري لارتفاع شبكة النيتروجين النانوية بالنسبة للركيزة الأساسية التحتية. الصورة تظهر نقطة مثيلة كما هو موضح في صورة مجهر المسح النفقي السابقة |  | شبكة نيتريد البورون النانوية تم ملاحظتها بواسطة مجهر المسح النفقي عند 77 كلفن. |  | تظهر الصورة على الجانب الأيمن شبكة نيتريد البورون النانوية والتي تقاس بواسطة مجهر المسح النفقي عند 77 كلفن، حيث تمثل كل كرةٍ ذرةٍ نيتروجين واحدة فقط. ويكافيء مركز كل حلقةٍ مركز المسام. في حين تعبر الصورة على الجانب الأيسر عن الحساب النظري في نفس المنطقة، حيث يتم إعطاء وتحديد ارتفاع النيتروجين نسبياً إلى الركيزة التحتية الأساسية. ويتم توفير الترتيب المحدد لذرات الروديوم، النيتروجين، والبورون في ثلاثة مناطقٍ مختلفةٍ (الأزرق: المسام، الأسفر- الأحمر: الأسلاك). |

انظر  لمزيد من التفاصيل.

## الخصائص

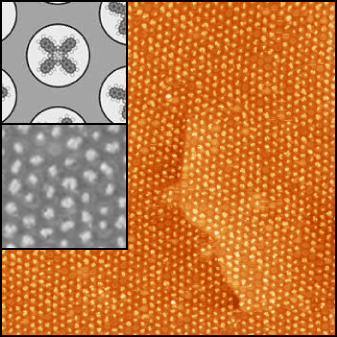
جزيئات النفثالوسينين المتبخرة على الشبكة النانوية. فهي تمتص فقط في المسام، مشكلةً بذلك نمطاً محدد بدقةٍ.

تتسم الشبكة النانوية بأنها مستقرة في ظل العديد من البيئات المختلفة ومنها الهواء، الماء والإلكتروليتات (بالإنجليزية: electrolyte) بالإضافة إلى العديد من البيئات الأخرى كذلك. كما أنها تتسم بأنها مقاومة لدرجة الحرارة حيث أنها لا تحلل حتى درجة حرارة 1275 كلفن تحت أجواءٍ مفرغةٍ. بالإضافة إلى هذه الاستقرارات الاستثنائية، فقد أظهرت الشبكة النانوية قدرةً فريدةً استثنائيةً لتكون بمثابة سقالةٍ للتجمعات النانوية المعدنية بالأضافة إلى احتجاز الجزيئات المشكلة لمصفوفةٍ متناسقةٍ جيدةٍ الترتيب.
أما في حالة الذهب، فتبخره فوق الشبكة النانوية يؤدي إلى تشكيل جسيماتٍ نانويةٍ ذهبيةٍ محددةٍ بصورةٍ جيدةٍ دائريةٍ، والتي تتمركز عند مسام الشبكة النانوية.
تُظهر صورة مجهر المسح النفقي التي بالجانب جزيئات النفثالوسينين (بالإنجليزية: Naphthalocyanine)، والتي تحللت بالبخار على الشبكة النانوية. ولهذه الجزيئات المستوية قطراً يُقَدَرُ بحوالي 2 نانومتراً، وحجمها يقران بأحجام مسام الشبكة النانوية (انظر للصورة العليا الملحقة). ومن الواضح بصورةٍ مذهلةٍ كيف أن هذه الجزيئات تشكل مصفوفةً جيدة الترتيب ذات دوريةٍ للشبكة النانوية (3.22 نانومتراً). في حين تُظْهِرُ الصورة السفلى الملحقة منطقةً من تلك الركيزة ذات دقة وضوحٍ عاليةٍ، في حين يتم احتجاز الجزيئات الفردية داخل المسام. هذا بالإضافة إلى أن الجزيئات تبدو أنها تحافظ على تشكيلها الأولي، مما يعني أنه يتم الحفاظ على وظيفيتها كذلك، والتي تُعَدُ في وقتنا الحالي تحدياً في مجال علوم النانو (بالإنجليزية: nanoscience).
ما قد يجعل مثل تلك الأنظمة، ذات المسافات بين الجزيئات والتجمعات الفردية والتفاعلات البينجزيئية المهمشة والتي لا تُذْكَرُ، مجالاً مثيراً شيقاً للعديد من التطبيقات في بعض المجالات كالإلكترونيات الجزيئية والذاكرة الوميضية، أو في مجال الكيمياء الضوئية (بالإنجليزية: photochemistry) أو الأجهزة البصرية.
انظر للمزيد من المعلومات التفصيلية.

## التجهيز والتحليل

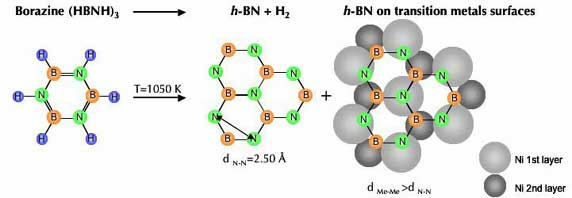
تحلل البورازين على السطوح المعدنية المنتقلة

تنمو الشباك النانوية جيدة الترتيب بواسطة عملية التفكك الحراري للبورازين (HBNH)3، وهو عبارة عن مادة عديمة اللون، تتسم بأنها سائبةٌ في درجة حرارة الغرفة. وتشكل الشبكة النانوية بعد تعريض سطح الروديوم (Rh(111) مقياس ميلر) أو الروثينيوم (Ru(0001) بمقياس ميلر) للبورازين تلقائياً بواسطة عملية الترسيب الكيميائي للبخار.
ويتم الحفاظ على الركيزة في درجة حرارةٍ تصل إلى 796 °C (ما يعادل 1070 كلفن) عندما يتم وضع البورازين في غرفةٍ مفرغةٍ بجرعةٍ تقدر بحوالي 40 ل (حيث واحد لانغموير = 10−6 Torr (ميلليمتر زئبق) في الثانية). ويعادل ضغط بخار البورازين داخل الغرفة عالية التفريغ جداً خلال الضغط 3x10−7 mbar (بار).
حيث بعد تبريد المُرَكَّب إلى درجة حرارة الغرفة، يمكن ملاحظة البنية المنتظمة للشبكة بواسطة بعض الأساليب التجريبية المختلفة. حيث يوفر مجهر المسح النفقي نظرةً مباشرةً على بنية الفضاء الحقيقية للشبكة النانوية، في حين يوفر حيود الإلكترون منخفض الطاقة (بالإنجليزية: low energy electron diffraction) معلوماتٍ حول الهياكل السطحية المرتبة فوق العينة كلها. كما يوفر مطيافية الأشعة فوق البنفسجية الإلكتروني الضوئي (بالإنجليزية: Ultraviolet photoelectron spectroscopy) معلوماتٍ حول الأوضاع الإلكترونية في الطبقات الذرية الخارجية للعينة، والتي منها على سبيل المثال المعلومات الإلكترونية عن طبقات الركيزة العليا والشبكة النانوية.

## أشكال أخرى
لم يؤد الترسيب الكيميائي للبخار للبورازين على الركائز الأخرى حتى وقتنا هذا إلى تشكيل أية شباكٍ نانويةٍ مموجةٍ. فيلاحظ تكون طبقة نيتريد البورون المسطحة على النيكل البالاديوم ، في حين تظهر الهياكل المقلمة بدلاً من ذلك على الموليبدنوم.